# Gina Lollobrigida

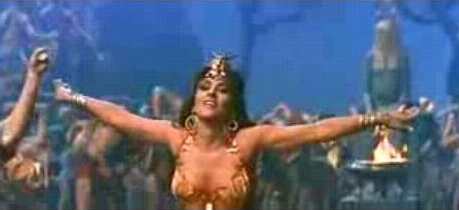
Lollobrigida als de Koningin van Seba (1959)

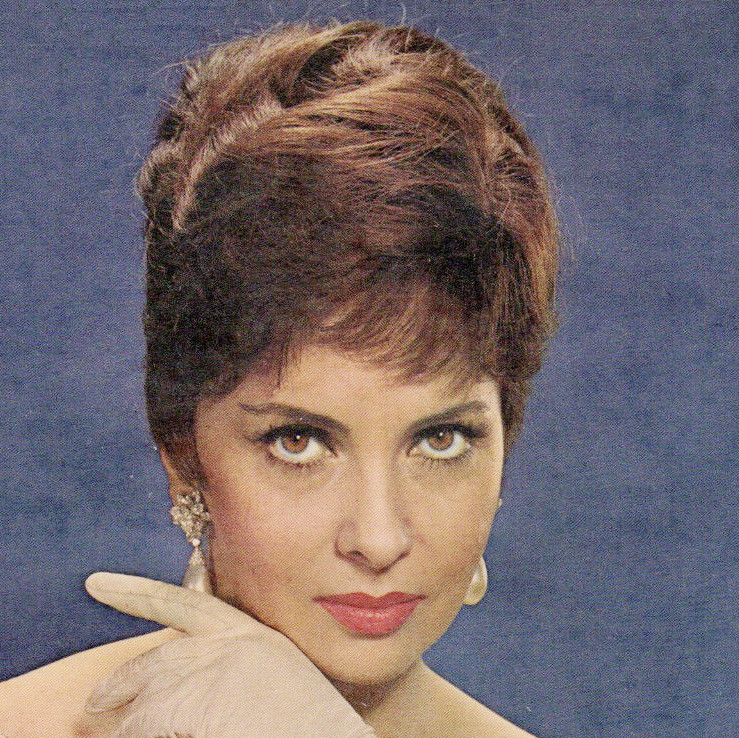
Lollobrigida in 1963

Gina Lollobrigida, eigenlijke naam Luigia Lollobrigida, (Subiaco, Italië, 4 juli 1927 – Rome, 16 januari 2023) was een Italiaanse actrice die in de jaren 50 en 60 van de 20e eeuw haar grootste bekendheid kreeg door haar rollen in Hollywoodfilms. Zij was een generatiegenote van Marilyn Monroe en werd beschouwd als de Europese en Italiaanse tegenpool van deze Amerikaanse ster. Als Italiaanse in Hollywood effende zij het pad voor haar landgenote Sophia Loren, die haar korte tijd later zou volgen en die haar faam nog zou overtreffen.

## Leven en werk

### Afkomst en schoonheidswedstrijden
Lollobrigida was de dochter van een meubelmaker. In haar jonge jaren nam zij deel aan een aantal schoonheidswedstrijden. Bij de Miss Italia-verkiezingen van 1947 werd ze derde.

### De jaren vijftig: glorietijd als filmactrice
Haar groeiende naamsbekendheid lag aan de basis van een aantal verschijningen in Italiaanse romantische komedies. Die films werden door sommige filmcritici als van mindere kwaliteit beschouwd, maar ze droegen wel bij aan haar populariteit bij het grote publiek. Een van die lichte komedies heette Miss Italia (1950). In Italië groeiden vooral Pane, amore e fantasia (1953) en het vervolg Pane, amore e gelosia (1954) uit tot grote kaskrakers. Een van de Engelse titels van de film La donna più bella del mondo (The World's Most Beautiful Woman) uit 1955 werd ook haar bijnaam.
Tegelijk werd ze ook buiten Italië ontdekt. In 1952 werd ze voor het eerst gevraagd door Franse cineasten: ze werd twee keer aan steracteur Gérard Philipe gekoppeld. In de succesrijke mantel-en-degenfilm Fanfan la Tulipe (Christian-Jaque) misleidde ze hem als waarzegster. In René Clairs komedie Les Belles de nuit was ze een van Philipe's droomvrouwen. Een jaar later volgde haar Amerikaanse filmdebuut met John Hustons avontuurlijke komedie Beat the Devil, waarin ze de vrouw van Humphrey Bogart vertolkte. In de tragikomedie Trapeze (1956) dongen trapeze-artiesten Tony Curtis en Burt Lancaster om haar hand.
Ze werkte drie keer samen met Jean Delannoy. Vooral haar optreden als de beeldschone en sensuele zigeunerin Esmeralda aan de zijde van 'bultenaar' Anthony Quinn in het op het gelijknamige werk van Victor Hugo gebaseerde historisch drama Notre-Dame de Paris (1956) werd een enorm succes. De komedie Anna di Brooklyn (Vittorio De Sica, 1958) toonde haar als knappe weduwe die na het overlijden van haar man uit de Verenigde Staten terugkeerde naar haar vaderland Italië en in haar geboortedorp het hoofd van op een na alle mannen op hol bracht. In King Vidors sandalenfilm Solomon and Sheba (1959) vertolkte ze de mooie koningin van Seba die een relatie aanging met koning Salomo van Israël. De film werd al even gunstig onthaald. In datzelfde jaar werd ze in de rol van dienstmeid in Jules Dassins drama La legge (weer) door alle mannen van het dorp begeerd.

### Latere carrière
Een van haar weinige latere rollen speelde ze in het drama Un bellissimo novembre (Mauro Bolognini, 1969). Ze was Cettina, een levenslustige en sensuele 40-jarige vrouw, die speels inging op de avances van haar 17-jarig neefje. Daarna speelde ze nog in een handvol films. In de jaren tachtig speelde ze gastrollen in Falcon Crest en The Love Boat en een ondersteunende rol in de miniserie Deceptions.
In 1985 werd ze door de Franse president François Mitterrand opgenomen in het Legioen van Eer. In 2018 kreeg ze voor haar filmcarrière een ster op de Hollywood Walk of Fame.
Lollobrigida overleed op 16 januari 2023 op 95-jarige leeftijd.

## Persoonlijk
- In 1949 trouwde ze met de Joegoslavische arts Milko Škofič. Zij kregen in 1957 een zoon, Milko Škofič junior.
- In 1966 had zij een affaire met de komiek Jerry Lewis, waarna ze in 1968 scheidde van Milko Škofič.
- Naast acteren hield ze zich begin jaren zeventig bezig met fotojournalistiek. Ook exposeerde ze een aantal keren met door haar gemaakte beeldhouwwerken. Het geld dat ze daarmee verdiende werd geschonken aan goede doelen als Artsen zonder Grenzen en UNICEF.
- In 1999 nam zij zonder succes deel aan de Europese Parlementsverkiezingen 1999.
- In 2006 kwam ze in het nieuws door in Barcelona te trouwen met de 34 jaar jongere Javier Rigau y Rafols. In 2013 deed ze hem een proces aan, claimend dat de trouwceremonie een vorm van oplichting was geweest met een 'fake'-bruid en dat hij haar later papieren had laten tekenen waarvan ze de inhoud niet begreep. Haar eisen werden in 2017 afgewezen. Het huwelijk met Rigau werd in 2019 ontbonden.
- Sindsdien leidde ze een teruggetrokken leven, met haar 60 jaar jongere assistent Andrea Piazzolla aan haar zijde. In 2021 haalde ze het nieuws doordat haar zoon Milko haar onder financiële curatele wilde laten stellen.
- Op 95-jarige leeftijd gaf Lollobrigida voor de tweede keer te kennen dat ze een politieke rol ambieerde door zich namens de Eurosceptische partij Italia sovrana e popolare kandidaat te stellen voor de Senaat bij de Italiaanse parlementsverkiezingen 2022.[3]
- De Italiaanse langebaanschaatsster Francesca Lollobrigida is de dochter van haar neef.

## Filmografie
- Aquila nera (1946) (Riccardo Freda)
- Lucia di Lammermoor (1946) (Piero Ballerini)
- L'elisir d'amore (1946) (Mario Costa)
- Il segreto di Don Giovanni (1947) (Camillo Mastrocinque)
- Pagliacci (1947) (Mario Costa)
- Il delitto di Giovanni Episcopo (1947) (Alberto Lattuada)
- A Man About the House (1947) (Leslie Arliss)
- Follie per l'opera (1948) (Mario Costa)
- Campane a martello (1949) (Luigi Zampa)
- La sposa non può attendere (1949) (Gianni Franciolini)
- Cuori senza frontiere (1950) (Luigi Zampa)
- Vita da cani (1950) ((Mario Monicelli en (Steno)
- Miss Italia (1950) (Duilio Coletti)
- Alina (1950) (Giorgio Pàstina)
- Passaporto per l'oriente (sketchenfilm van onder meer Wolfgang Staudte en Romolo Marcellini) (1951)
- Enrico Caruso, leggenda di una voce (The Young Caruso) (1951) (Giacomo Gentilomo)
- La città si difende (1951) (Pietro Germi)
- Amor non ho... però... però (1951) (Giorgio Bianchi)
- Achtung banditi (1951) (Carlo Lizzani)
- Moglie per una notte (1952) (Mario Camerini)
- Altri tempi - Zibaldone n. 1 (sketchenfilm) (1952) (Alessandro Blasetti)
- Fanfan la Tulipe (1952) (Christian-Jaque)
- Les Belles de nuit (1952) (René Clair)
- La provinciale (1953) (Mario Soldati)
- Pane, amore e fantasia (1953) (Luigi Comencini)
- Le infedeli (1953) (Mario Monicelli en (Steno)
- Beat the Devil (1953) (John Huston)
- La romana (1954) (Luigi Zampa)
- Pane, amore e gelosia (1954) (Luigi Comencini)
- Crossed Swords (Il Maestro di Don Giovanni) (1954) (Milton Krims)
- Le Grand Jeu (Robert Siodmak)
- La donna più bella del mondo (Beautiful But Dangerous) (1955) (Robert Z. Leonard)
- Trapeze (1956) (Carol Reed)
- Notre-Dame de Paris (1956) (Jean Delannoy)
- Anna di Brooklyn (1958) (Vittorio De Sica en (Carlo Lastricati)
- La legge (1959) (Jules Dassin)
- Never So Few (1959) (John Sturges)
- Solomon and Sheba (1959) (King Vidor)
- Go Naked in the World (1961) (Ranald MacDougall)
- Come September (1961) (Robert Mulligan)
- Lykke og krone (1962) (documentaire)
- La bellezza di Ippolita (1962) (Giancarlo Zagni)
- Venere imperiale (1963) (Jean Delannoy)
- Mare matto (1963) (Renato Castellani)
- Woman of Straw (1964) (Basil Dearden)
- Io, io, io... e gli altri (1965) (Alessandro Blasetti)
- Le bambole (1965) (sketchenfilm, episode Monsignor Cupido van Mauro Bolognini)
- Strange Bedfellows (1965) (Melvin Frank)
- Le piacevoli notti (1966) (Armando Crispino)
- Les Sultans (1966) (Jean Delannoy)
- Hotel Paradiso (1966) (Peter Glenville)
- Cervantes (1967) (Vincent Sherman)
- Stuntman (1968) (Marcello Baldi)
- La morte ha fatto l'uovo (1968) (Giulio Questi)
- The Private Navy of Sgt. O'Farrell (1968) (Frank Tashlin)
- Buona Sera, Mrs. Campbell (1968) (Melvin Frank)
- Un bellissimo novembre (1969) (Mauro Bolognini)
- Bad Man's River (1971) (Eugenio Martín)
- King, Queen, Knave (1972) (Jerzy Skolimowski)
- Peccato mortale (1973) (Rovira Beleta)
- Wandering Stars (1983) (documentaire)
- Les cent et une nuits de Simon Cinéma (1995) (Agnès Varda)
- XXL (1997) (Ariel Zeitoun)

## Trivia
- Naar Lollobrigida is het zogeheten Gina-profiel genoemd, een rubber afdichtingselement dat bij het waterdicht maken van afgezonken tunnels gebruikt wordt.
- In 1969 schreef componist en zanger Jack de Nijs een lied over Lollobrigida dat, gezongen door Tony Bass, op single werd uitgebracht.